# Facultad de Medicina (Universidad Complutense de Madrid)
La Facultad de Medicina de la Universidad Complutense de Madrid (UCM) es una de las subdivisiones académicas de esta Universidad. Se localiza en la Plaza de Ramón y Cajal de Madrid junto a las facultades de Odontología y Farmacia. La Facultad de Enfermería, Fisioterapia y Podología está situada en el mismo edificio de la Facultad de Medicina. Su festividad patronal es el 18 de octubre, San Lucas el Evangelista.
La facultad se creó en 1845 tras la separación de la Facultad de Ciencias Médicas en las facultades de Medicina y Farmacia.
Actualmente, la Facultad de Medicina de la UCM es la facultad de España que más nuevos médicos forma cada año.[cita requerida] Según el ranking del diario El Mundo de 2014 el segundo centro mejor considerado para estudiar medicina de toda España es la Facultad de Medicina de la UCM.
La facultad es conocida por haber sido el lugar donde los dos únicos premios Nóbeles de Medicina españoles han impartido clase: Severo Ochoa y Santiago Ramón y Cajal.

## Estudios[14]

### Programas degrado
- Grado en Medicina.
- Grado en Nutrición Humana y Dietética.
- Grado en Terapia Ocupacional.

### Programas demáster
- Máster Universitario en Iniciación a la Investigación en Salud Mental (conjunto con UCA, UB, UAB y UC).
- Máster Universitario en Investigación en Ciencias Biomédicas.
- Máster Universitario en Investigación en Ciencias de la Visión (conjunto con UAH, UM, UN, USC, UVa y el CSIC).
- Máster Universitario en Investigación en Inmunología.
- Máster Universitario en Nutrición Humana y Dietética Aplicada.
- Máster Universitario en Pericia Sanitaria.
- Máster Universitario en Salud, Integración y Discapacidad.

### Programas dedoctorado
- Doctorado en Ciencias de la Visión (conjunto con UM, UAH, UVa, USC y UN).
- Doctorado en Investigación Biomédica.
- Doctorado en Investigación en Ciencias Médico-Quirúrgicas.

### Programas detítulo propiode la UCM
- Máster Propio UCM en Cirugía Reconstructiva y Oncoplástica de la Mama.
- Máster Propio UCM en Electrofisiología Cardiaca, Diagnóstica y Terapéutica.
- Máster Propio UCM en Enfermedades Infecciosas del Paciente Inmunodeprimido.
- Máster Propio UCM en Infección Nosocomial.
- Máster Propio UCM en Manejo Integral del Cáncer de Cabeza y Cuello.
- Máster Propio UCM en Trastornos del Comportamiento y de la Personalidad.
- Máster Propio UCM en Acupuntura: Diagnóstico y Tratamiento.
- Máster Propio UCM en Arritmología Clínica y Básica: Teórico-Práctico.
- Máster Propio UCM en Cardiología Intervencionista.
- Máster Propio UCM en Cardio-Renal (semipresencial).
- Máster Propio UCM en Dirección y Gestión de Departamentos Científicos de la Industria Farmacéutica.
- Máster Propio UCM en Hemodiálisis para especialistas en nefrología (semipresencial).
- Máster Propio UCM en Hipertensión Arterial de Difícil Control (en línea).
- Máster Propio UCM en Imagen Cardiaca Diagnóstica.
- Máster Propio UCM en Infectología Pediátrica.
- Máster Propio UCM en Medicina de Emergencia.
- Máster Propio UCM en Medicina Estética y Antienvejecimiento.
- Máster Propio UCM en Medicina Estética y Antienvejecimiento (en línea).
- Máster Propio UCM en Medicina Manual y Osteopatía.
- Máster Propio UCM en Monitorización y Gestión en Investigación Clínica.
- Máster Propio UCM en Reproducción Humana.
- Máster Propio UCM en Técnicas en Circulación Extracorpórea y Soporte Circulatorio.
- Máster Propio UCM en Técnico en Ecocardiografía (sonocardiografista) (semipresencial).
- Especialista en Discapacidad Infantil.
- Especialista en Ecografía Obstétrico-Ginecológica.
- Especialista en Senología y Patología Mamaria.
- Experto en Aféresis Terapéuticas.
- Experto en Ecografía para Cirujanos.
- Experto en Enfermería de la Actividad Física y el Deporte.
- Experto en Ortopedia y Ayudas Técnicas.[15]

### Colaboración en otros programas
- Doctorado en Bioquímica, Biología Molecular y Biomedicina.

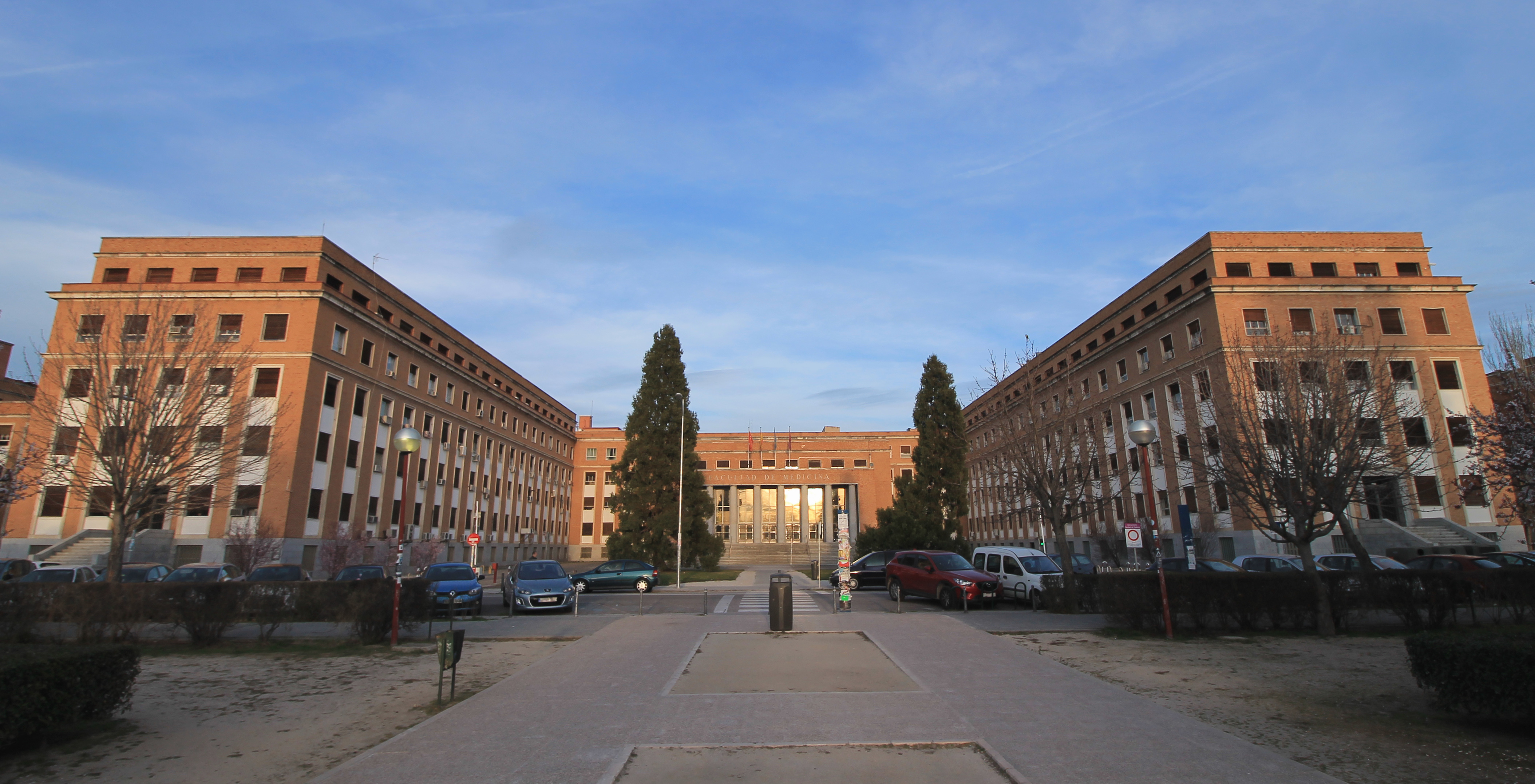
Fachada de la Facultad de Medicina.

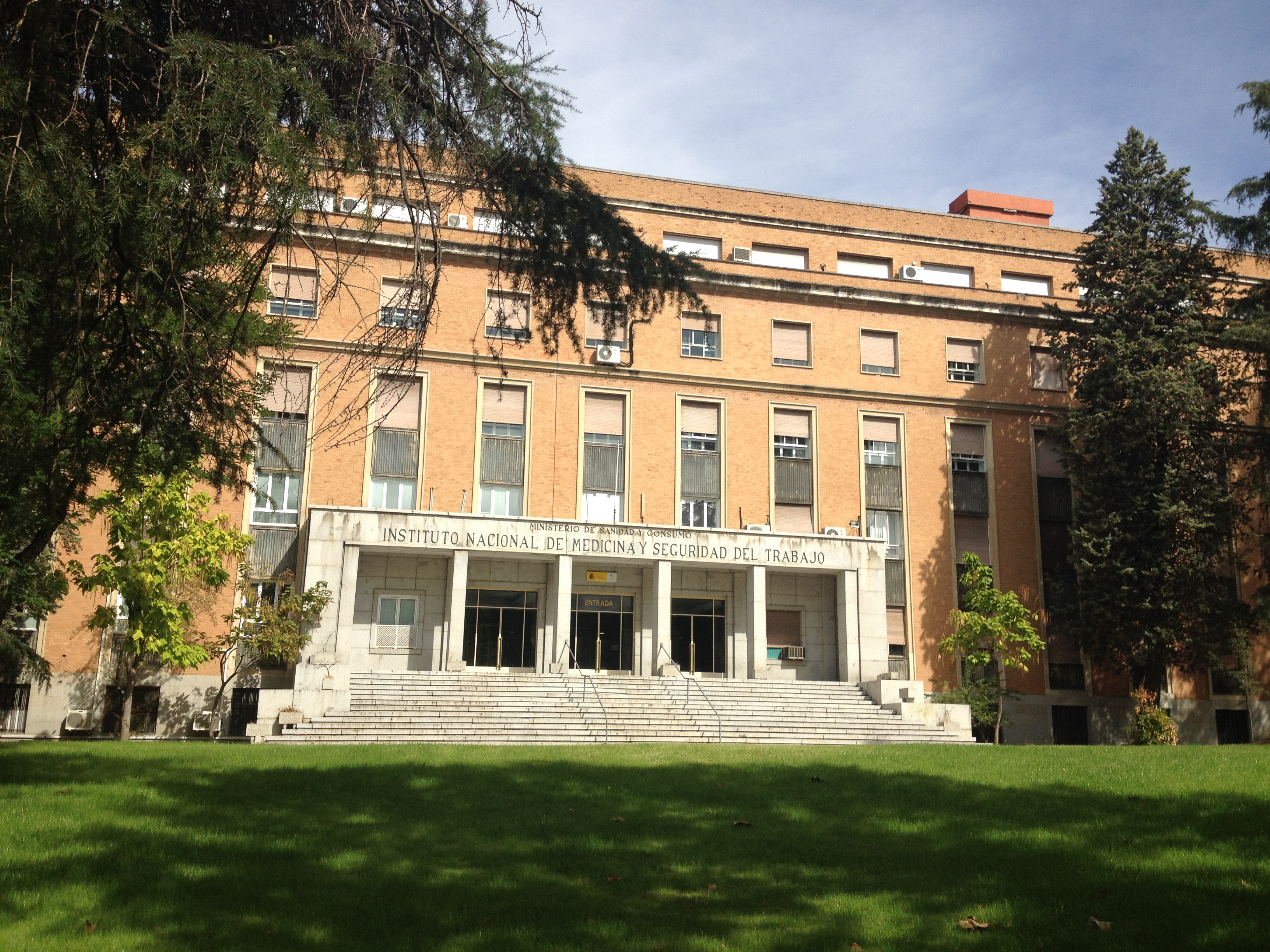
Pabellón 8.

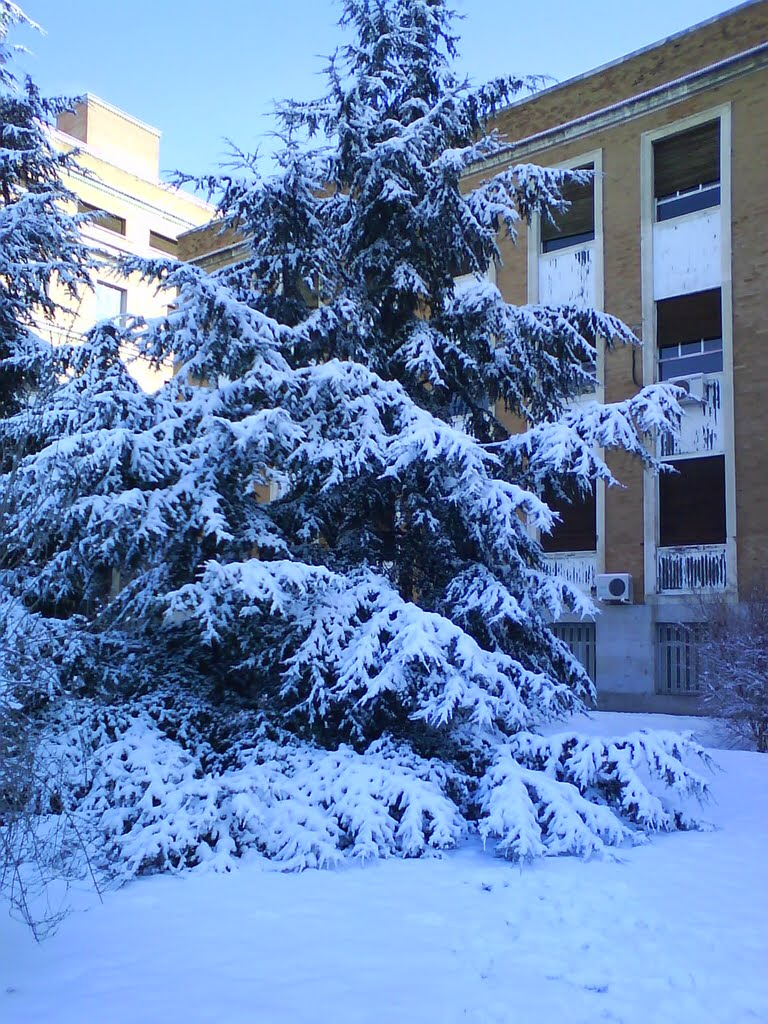
Nieve en la Facultad de Medicina.

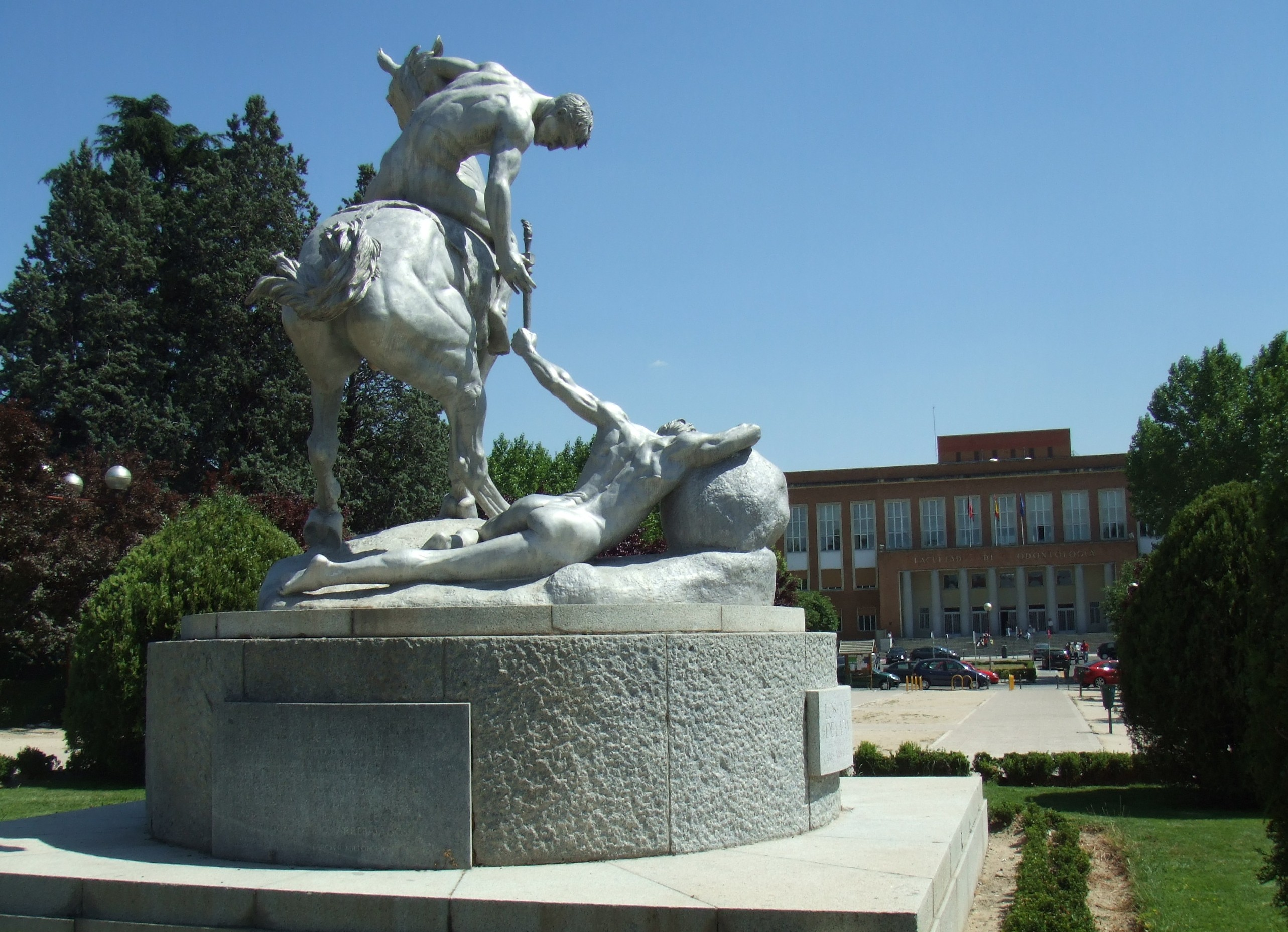
Los portadores de la antorcha, monumento de Anna Hyatt Huntington. Al fondo la Facultad de Odontología de la UCM.

## Departamentos[16]
- Departamento de Anatomía Patológica.
- Departamento de Anatomía y Embriología Humanas.
- Departamento de Biología Celular.
- Departamento de Bioquímica y Biología Molecular III.
- Departamento de Cirugía.
- Departamento de Farmacología.
- Departamento de Fisiología.
- Departamento de Medicina.
- Departamento de Medicina Física y de Rehabilitación. Hidrología Médica.
- Departamento de Medicina Preventiva y Salud Pública (Historia de la Ciencia).
- Departamento de Microbiología I.
- Departamento de Obstetricia y Ginecología.
- Departamento de Oftalmología y Otorrinolaringología.
- Departamento de Pediatría.
- Departamento de Psiquiatría.
- Departamento de Radiología y Medicina Física (Radiología).
- Departamento de Toxicología y Legislación Sanitaria.
- Sección Departamental de Estadística e Investigación Operativa.

## Hospitales universitarios asociados
La Facultad de Medicina de la UCM cuenta con los siguientes hospitales universitarios donde se imparten clases y rotaciones clínicas desde el tercer curso:
- Hospital General Universitario Gregorio Marañón.
- Hospital Universitario 12 de Octubre.
- Hospital Clínico San Carlos.
- Hospital Infanta Cristina.
- Hospital Infanta Leonor.

## Antiguos alumnos destacados
- Carlos Jiménez Díaz – Médico pionero.
- Gregorio Marañón - Científico, historiador, escritor, filósofo y reformista político.
- José Rizal – Héroe de Filipinas.
- Santiago Ramón y Cajal – Premio Nobel de Medicina.
- Severo Ochoa – Premio Nobel de Medicina.
- Genaro Borrás – Médico de la selección española de fútbol y del Real Club Celta de Vigo.

## Otros servicios y asociaciones[17]
- Asociación de estudiantes IFMSA-COMPLUTENSE.
- Asociacíón de estudiantes Katharsis.
- Asociación de familiares y amigos de personas con discapacidad. (AFADIS-UCM).
- Asociaciones y Publicaciones.
- Banco de Tejidos para investigaciones neurológicas de Madrid.
- Cafetería.
- Centro de Magnetoencefalografía.
- Club Deportivo.
- Delegación de Alumnos.
- Donación de cuerpos.
- Museo de Anatomía.
- Museo de Antropología Médica y Forense, Paleopatología y Criminalística.